# Jody Rosen
Jody Rosen (ur. 21 czerwca 1969 w Nowym Jorku) – amerykański dziennikarz i krytyk muzyczny, znany z publikacji zamieszczanych między innymi w Slate, The New York Times i Rolling Stone. Autor kilku książek.

## Życiorys i działalność
Jest pasjonatem jazdy na rowerze. W młodości pracował jako kurier rowerowy rozwożący paczki. Swoją pasję do roweru oraz historię tego środka lokomocji opisał w książce Two Wheels Good: The History and Mystery of the Bicycle, wydanej również po polsku pod tytułem Na okrągło. Sekretne życie roweru.
Od lipca 2004 do końca 2024 roku napisał 231 artykułów dla magazynu Slate. Od 2008 roku pisze artykuły dla Rolling Stone, a od 2010 – dla The New York Times.
Jego artykuły były również publikowane w: The New Yorker, Travel + Leisure, Los Angeles Times, New York Daily News, The Atlantic i Billboardzie.  
W 2006 roku zebrał i opatrzył komentarzami antologię piosenek żydowskich z przełomu wieków, wydaną pod tytułem Jewface.  

### Książki
- White Christmas. The Story of an American Song, 2007, Simon & Schuster, ISBN 978-0-7432-1876-4)[10]
- Two Wheels Good: The History and Mystery of the Bicycle, 2022, ISBN 978-1-84792-307-3[2]

- polskie tłumaczenie: Na okrągło. Sekretne życie roweru, WIELKA LITERA, 2023, ISBN 978-83-8032-887-7